# Bukit Meurande
Bukit Meurande är en kulle i Indonesien.   Den ligger i provinsen Aceh, i den västra delen av landet, 1 600 km nordväst om huvudstaden Jakarta. Toppen på Bukit Meurande är 699 meter över havet.
Terrängen runt Bukit Meurande är huvudsakligen platt.Runt Bukit Meurande är det ganska tätbefolkat, med 56 invånare per kvadratkilometer. I omgivningarna runt Bukit Meurande växer i huvudsak städsegrön lövskog.